# 조은덕
조은덕(1955년 8월 1일 ~ )은 대한민국의 배우 출신이자 시인이다. 1977년 TBC 18기 공채 탤런트로 데뷔했다.

## 출연작

### 드라마
- 1981년 KBS1 대하드라마 《풍운》 ... 윤상궁 역
- 1994년 KBS2 대하드라마 《한명회》
- 1995년 KBS2 대하드라마 《장녹수》 ... 산월 역
- 1996년 KBS2 납량드라마 《전설의 고향 - 1996년》
- 1997년 SBS 특별기획 《아름다운 그녀》
- 1997년 KBS2 주말연속극 《아씨》
- 2001년 KBS2 주말연속극 《푸른 안개》
- 2002년 KBS2 특별기획드라마 《장희빈》 ... 박상궁 역
- 2003년 SBS 특별기획 《완전한 사랑》 ... 안성댁 역
- 2004년 KBS2 주말연속극 《부모님 전상서》 ... 노 여사 역
- 2006년 SBS 특별기획 《사랑과 야망》 ... 정자 모 역
- 2007년 KBS2 월화미니시리즈 《헬로! 애기씨》 ... 안성댁 역
- 2008년 SBS 일일드라마 《애자 언니 민자》 ... 충주댁 역
- 2011년 SBS 월화드라마 《천일의 약속》 ... 강수익 역

### 영화
- 1996년 《휘모리》 ... 복순 역
- 2006년 《로망스》 ... 윤희 모 역

### 연극
- 아버지의 다락방